# Georges Berger (pilota automobilistico)
Georges Volaire Berger, detto Jojo (Bruxelles, 14 settembre 1918 – Nürburgring, 23 agosto 1967), è stato un pilota automobilistico belga.

## Carriera
Fu alla liberazione che il pilota belga Georges Berger iniziò la sua carriera nel mondo degli sport motoristici. Nel 1947 e nel 1948 corse su una Alvis e nel 1950 si è classificato terzo al Frontier Grand Prix di Chimay su una F2 Jicey-BMW. Tre anni dopo ha corso su una T 15 della Simca-Gordini e si è piazzato quinto nello stesso Grand Prix des Frontières. Un mese dopo era al via del Gran Premio del Belgio al circuito di Spa-Francorchamps, ma un problema meccanico lo costrinse a ritirarsi al quarto giro dopo essere partito dall'ultimo posto. Nel 1954 si unì al team Gordini e si ritrovò al volante di una T16 della fabbrica al Gran Premio ACF sul circuito di Reims, ma di nuovo si arrese al decimo giro: motore rotto. Si classifica quindi a Bordeaux (settimo) e a Rouen Les Essarts (quarto).
Successivamente abbandona la Formula 1 per le gare di resistenza. Nel 1956 corse su una Maserati 150S senza molto successo. Alla 24 Ore di Le Mans del 1958 finì nono al volante di una squadra AC Ace-Bristol con lo svizzero Hubert Patthey. Dopo essere stato ingaggiato dal team Francorchamps, conoscerà la gloria durante il Tour de France, dove nel 1959 arrivò secondo con Willy Mairesse su una Ferrari 250 GT. Nel 1960 lo stesso equipaggio corre ancora così come nel 1961, anno in cui termina al sesto posto al Grand Prix di Spa e al sedicesimo la 1000 km del Nürburgring con "Beurlys" come compagno di squadra. Nel 1962 partecipa alla 1000 km di Parigi (sesta) con il francese André Simon, al Gran Premio dell'Angola (Fortaleza) si piazza quinto e quarto della Brussels Cup sul circuito di Heysel. Nel 1964 tornò a vincere il Tour de France con Lucien Bianchi su una Ferrari 250 GTO.
Nel 1967 si trova all'inizio della Road Marathon (84 h) sul Nürburgring, un test che sostituisce il rally Liegi-Roma-Liegi. "Jojo" sta guidando una Porsche 911 Sportomatic, perde il controllo a Pflanzgarten, cade in un burrone e si ferisce mortalmente. Aveva 48 anni.

### Risultati completi
| 1953 | Scuderia       | Vettura       |  |  |  |     |  |  |  |  |  | Punti | Pos. |
| ---- | -------------- | ------------- |  |  |  | --- |  |  |  |  |  | ----- | ---- |
| 1953 | Georges Berger | Simca Gordini |  |  |  | Rit |  |  |  |  |  | 0     |      |

| 1954 | Scuderia       | Vettura |  |  |  |     |  |  |  |  |  | Punti | Pos. |
| ---- | -------------- | ------- |  |  |  | --- |  |  |  |  |  | ----- | ---- |
| 1954 | Georges Berger | Gordini |  |  |  | Rit |  |  |  |  |  | 0     |      |